# Emil Meerkämper
Emil Meerkämper (19. července 1877, Mülheim an der Ruhr – 28 prosince 1948, Davos) byl německý inženýr a fotograf, který žil a pracoval ve Švýcarsku. Je považován za jednoho z nejvýznamnějších fotografů Graubündenu.

## Životopis

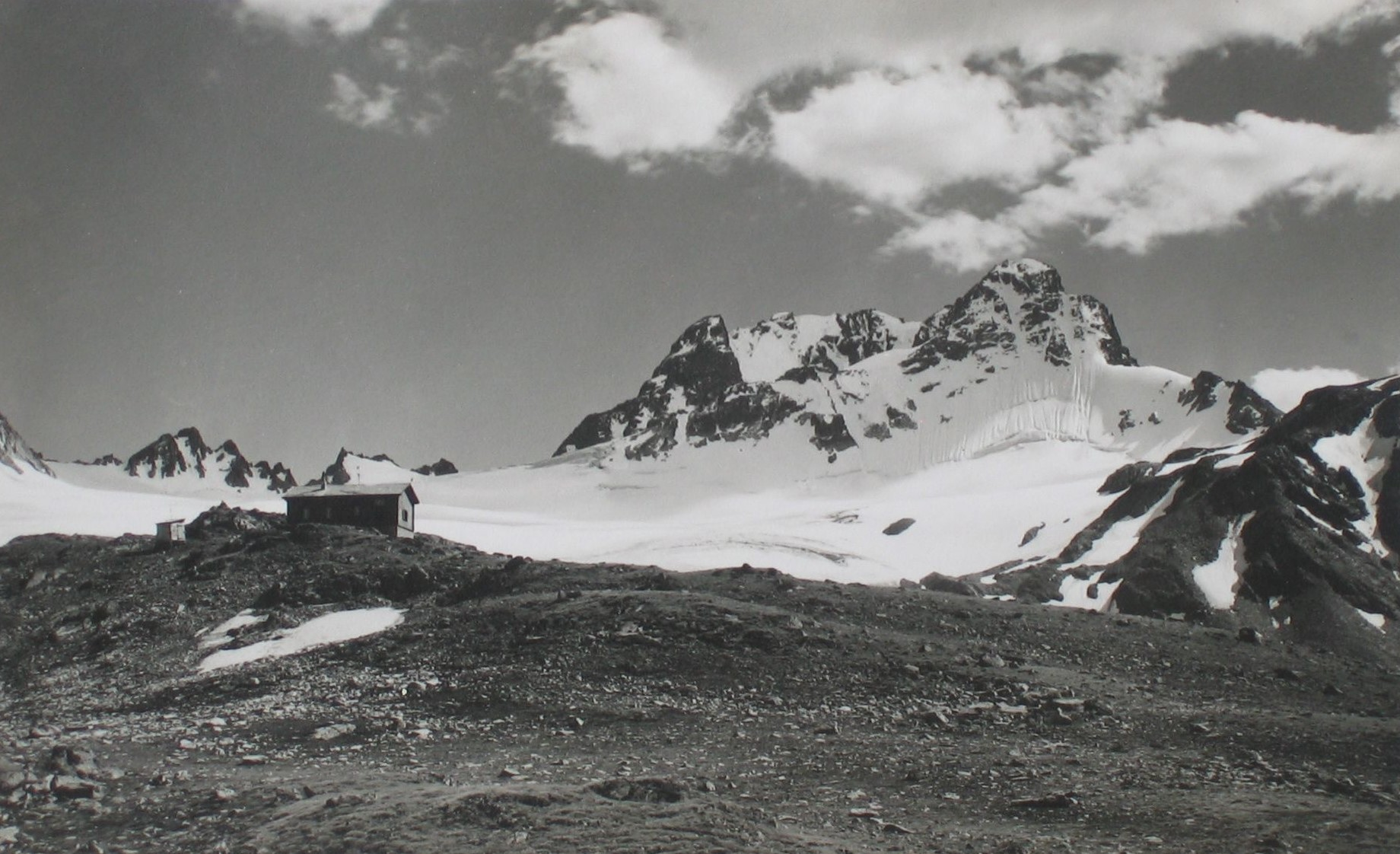
Emil Meerkämper: Na úpatí Piz Kesch s chatou Kesch (kolem 1936)

Emil Meerkämper vyrostl v Porúří v Severním Porýní-Vestfálsku. Jeho otcem byl stavitel Anton Meerkämper, matkou Elise roz. Wallmanová. Po škole se vyučil inženýrem. V roce 1900 přišel Meerkämper do Davosu, aby se vyléčil, protože měl plicní nemoc. Pracoval jako inženýr ve stavbě silnic a mostů pro Kur- und Verkehrsverein. V roce 1905 se oženil s Friedou Heierli, dcerou řeznického mistra Meinrada Heierliho z Appenzellu. Pár měl tři děti, včetně Maxe, který se také stal fotografem.
Meerkämper a Friedrich Wagner otevřeli v roce 1910 fotografický obchod ve Sporthotel Post na Davos Platz. Wagner firmu po krátké době opustil; Meerkämper ho vedl dál sám. Kromě centrály v Davosu vedl v létě od počátku 20. let 20. století pobočku v Sils Maria a v letech 1930 až 1933 další pobočku v Ticinu, která však nebyla zisková. V Meerkämperově ateliéru pracovali mimo jiné fotografové Otto Furter a Hans Steiner. Fotografka Lisa Gensetterová u něj absolvovala školení laborantky. V roce 1923 se Meerkämper rozvedl s Friedou Heierli a oženil se s kolegyní Linou Lendi, se kterou měl dítě.
Meerkämper pracoval především jako krajinářský fotograf. Vydával reportáže a brožury, vedl vydavatelskou společnost pohlednic a nadále úzce spolupracoval s Kurverein Davos. Až do své smrti přednášel o fotografiích po celém Švýcarsku. Vzhledem k tomu, že byl německým občanem, jeho vztah s místními byl vždy napjatý, což se ještě zhoršilo po vypuknutí války.
Po roce 1930 se Meerkämperův zdravotní stav zhoršil a fotografování pro něj bylo stále obtížnější. Po jeho smrti v roce 1948 převzal podnik jeho syn Max.

## Galerie

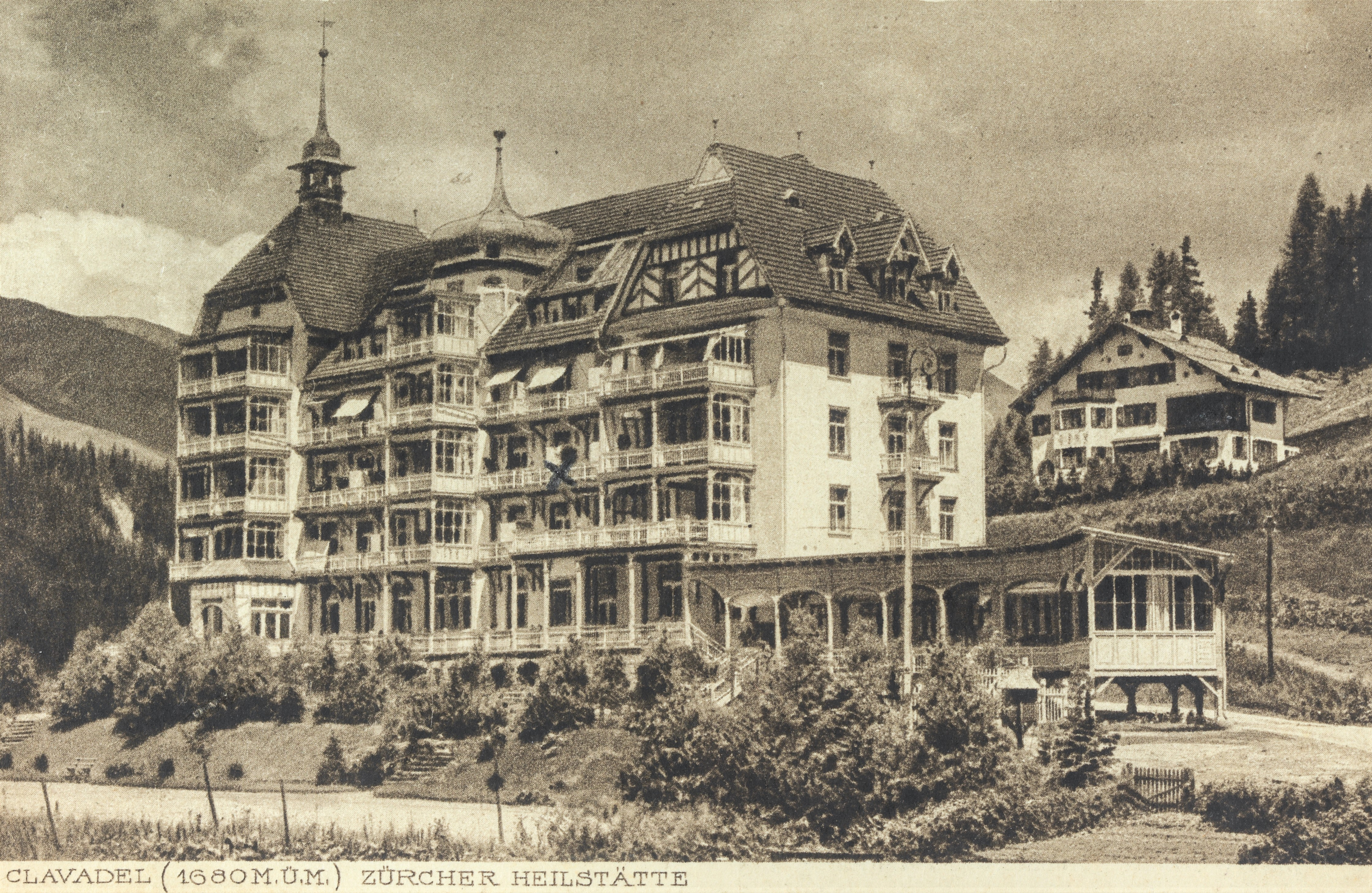
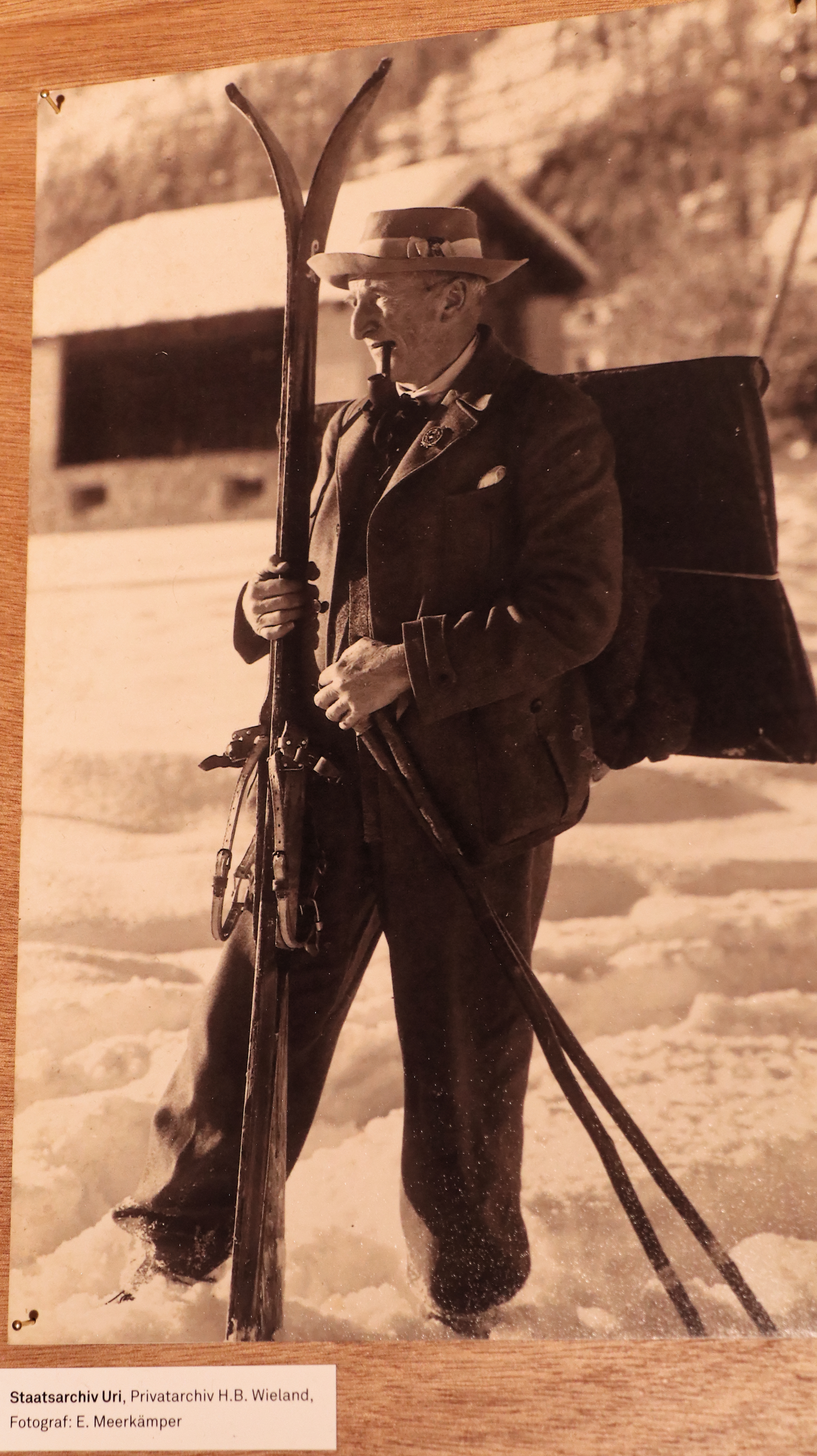